# 좌익
좌익(左翼, 영어: left-wing politics) 또는 좌파(左派)는 평등을 추구하고 사회계급과 경제적 불평등을 해소하려 하는 정치적 입장으로, 우익과 대립하는 개념이다. 이에 따라 좌익은 기존의 사회적 계층에 반발하고 큰 정부와 국가 권력의 간섭에 의한 불평등의 해소를 추구하고 인류의 보편적 평등을 보장함으로써 사회가 좀 더 이상적으로 변하기를 원한다. 또한 경제적인 입장과는 별개로 기존의 사회계급에 반대하는 진보주의적인 사상들을 가리키는 단어로도 쓰인다.
사회주의와 생태주의, 공산주의, 평등주의, 급진주의 등이 대표적인 좌익 사상이다. 구미권에서는 일반적으로 반제국주의, 반인종주의적이나 분파에 따라 내셔널리즘과 결합하기도 한다.

## 유래
프랑스 대혁명 당시, 상대적으로 사회변동에 온건한 지롱드당이 의회의 오른쪽 부분에, 급진적인 몽테뉴당이 의회의 왼쪽 부분에 위치한 데서 유래한 말이다.
'좌파'는 공화주의라는 전제를 가지고 있지만 역사적으로 볼 때, 고정된 의미를 가진 계파가 아니다. 다시 말해, '좌파'라는 말은 뜻이 항상 변화할 수 있는 단어라는 것이다. 기득권층과 주류세력으로부터 버려진 사람들의 편에서 사회의 변동을 추구하는 사람들은 좌파로 여겨진다. 중세 유럽 봉건시대 때에는 자신들의 이익을 지키려는 상인들과, 봉건영주에게 맞서 농노들의 권익을 지키려고 한 사람들이 이었다. 프랑스 대혁명 당시에는 절대군주의 권력에 맞서 프랑스 전체 시민의 권리를 지키려고 한 사람이 좌익이었으며, 이 속에는 지금 시각에서 우익으로 분류되는 부르주아지도 포함된다. 21세기 세계에서는 절차적 민주주의가 어느 정도 달성된 상태에서, 노동운동 곧 노동자들의 권리를 대변하는 운동이 좌파로 불리는 경우가 많다. 과거에는 국가가 경제에 관여하는 좌와 우만 있는 1차원적 모델만 존재했으나 존 블런델(John Blundell)과 브라이언 고스초크 (Brian Gosschalk)의 모델이 발표된 이후에는 개인의 자유도도 중시하는 2차원적 모델을 사용한다.

## 계파

### 사회주의계
좌파중에서 제일 많은 비율을 차지하는 사회주의계는 크게 사회민주주의자와 공산주의자가 있다.

#### 사회민주주의
사회민주주의는 개량적 사회주의라는 에두아르트 베른슈타인 학파를 중심으로 결성된 좌파이다. 대표적으로 독일 사회민주당이 그에 속한다. 공산주의의 경우는 1980년대만 해도 전 세계의 반을 차지할 정도로 거대한 집단을 형성하였고, 좌파의 수장격 이념으로 급부상했지만, 1991년 소련 붕괴로 인해 좌파 내 공산주의 진영은 오늘날 크게 위축되었다. 그에 반해 사회민주주의는 자본주의 체제 내에서 평등을 민주적으로 실현하려는 조류였는데, 1951년 프랑크푸르트 선언 이후부터 공산주의 진영에 대항하여 적대적 관계를 띄고 있었다. 하지만, 거대한 공산주의 진영에 대항하기엔 그 힘이 그렇게 크지 않았으며, 소련 붕괴 전까지는 좌파에서 소수에 해당했다. 사회민주주의는 인민들이 사회권 곧 사회적 안전망의 보호를 받을 수 있는 권리가 있다는 사상에 따라 복지국가를 건설함으로써 납세자들인 노동자들에게 이익이 되기 때문에 오늘날 인민들에게 인정받는 정치이념으로 평가받고 있으며, 현대의 좌파 거의 대부분은 사회민주주의를 기본 이념으로 삼고있다. 현재 프랑스 사회당, 독일 사회민주당, 영국 노동당, 노르웨이 노동당, 중화민국 민주진보당, 이탈리아 사회당, 오스트리아 사회당, 공정 러시아, 미국의 정의당이 사용하고 있는 이념이다.

#### 공산주의
공산주의는 마르크스, 엥겔스와 같은 과학적 사회주의 즉, 청년 헤겔 급진파의 전통성을 계승하는 좌파들이 후에 통칭하여 사용된 공동생산이론이다. 이 공산주의계는 기본적으로 마르크스-레닌주의를 따르며 그 안에서도 모택동주의, 스탈린주의, 트로츠키주의, 레닌주의로 분열되었다.

#### 종교사회주의
종교사회주의는 칼 바르트, 폴 틸리히, 블룸하르트 등의 독일 개신교회의 신정통주의 신학자들이 주장하였고, 사회주의와 기독교의 연관성을 찾고자 했다. 현재는 이탈리아의 좌파의 일부가 이 이념을 따르고 있다.
이 외에도 아랍사회주의 중 나세르주의 또한 좌익 이념으로 보기도 한다. (바트주의의 경우, 제3의 위치로 분류되기도 함)

##### 기독교 사회주의
그 외 기독교 사상에 근거한 사회주의들인 기독교 사회주의, 종교사회주의가 사회주의계 좌파로 여겨진다. 기독교 사회주의는 찰스 킹슬리, 윌리엄 모리스 등의 영국 성공회 사제들이 주장했으며, 자발적 나눔으로써 가난한 사람을 배려할 것을 주장한다.

#### 기타
진보주의 또는 급진주의는 계획경제와 시민적, 정치적 자유의 확대를 지지하며, 또한 정부의 합법적인 역할은 빈곤, 보건 및 교육과 같은 경제적, 사회적 문제를 다루는 것이라고 믿는다. 현재는 대한민국의 민중당 등이 이 이념을 따르고 있다.
현재 또한 유럽공산주의는 소련의 비민주적인 탄압이 심해져 국제적으로 비판이 일자, 서유럽의 공산당들이 독자적으로 내걸은 민주적인 공산주의 이념이며, 현재는 프랑스 공산당, 이탈리아 공산당, 일본 공산당, 키프로스 노동인민진보당 등이 이 이념을 따르고 있다.

### 녹색정치계
일부 좌파는 사회주의적인 정책보다는 녹색정치를 표방하기도 한다. 녹색정치는 진보적인 정치 이념이 혼합된 것을 통칭하여 부르는 표현인데, 여성주의, 생태주의, 환경주의, 자유주의 등을 혼합한 형태이다. 녹색정치란 사실상 좌파들만의 정치 이념은 아니며, 일부 국가에서는 진보적인 우파들도 녹색정치를 표방하기도 한다. 녹색정치계에서 국제적으로 제일 큰 정당은 독일 녹색당이다. 녹색정치는 약자의 권리를 중요시하는 사회정의를 옹호하며, 좌파의 기본적인 특징인 자유로운 구조 안에서 분배와 평등을 강조하는 바와 같이 사회민주주의와 약간 혼용되는 정치체제를 가지고 있다. 녹색정치계는 대한민국에서 녹색당이 이념으로 삼고 있으며, 미국에서는 미국 녹색당이 이 이념을 따르고 있다.

### 아나키즘계
아나키즘은 좌파들 중에서도 급진적인 예에 해당한다. 고드윈의 고전적 아나키즘과 사회주의 학파중에서 프루동 학파(통칭 이상적 사회주의의 자유지상적 사회주의 형태)의 이론 결합은 후에 사회적 아나키즘이라는 반권위주의적, 반제국주의적, 반자본주의적 사상을 만들었고 그러한 사상은 표트르 크로폿킨과 미하일 바쿠닌이 계승했다. 좌파들 중 아나키즘을 표방하는 좌파들은 그렇게 많지 않으며, 특히 생디칼리즘같은 노동조합주의는 후에 국가들이 주요 산업시설을 집산정책으로 국유화해 노동자의 근무환경을 높여 선진국에서는 그렇게 보기 어려운 운동이며, 대표적으로 아나키즘하면 아나코 생디칼리즘이라는 사회주의적 아나키즘을 말한다. 대표적인 인물로는 놈 촘스키가 있으며, 정당활동을 하지는 않으나, 노동자협동전선 같은 단체를 만들어 아나코 생디칼리즘 또는 반전, 반자본주의 운동을 한다. 좌파들중에서도 아나키스트들은 혁명적 좌파에 해당한다. 그러나 일제강점기 당시 아나키즘은 현재로까지 흘러온 사회주의, 좌파와는 거리가 있었다. 원래 아나키스트 독립운동가들은 사회주의와는 별개로 지방자치제 등의 정치 방법을 고려하며 일제의 폭력과 독재에 대한 저항을 추구했다. 대한민국 역사에서 대표적인 아나키즘 단체는 흔히 흑색공포단이라 불리었던 남화한인청년연맹이라는 독립운동 단체와 의열단이 있는데 이 두 단체는 엄연한 차이가 있다. 의열단이 김원봉 단장의 지휘하에 약간의 사회주의 양상을 띤 반면, 남화한인청년연맹은 의열단과 뜻을 같이하지 않았다. 한편, 대표적인 아나키스트는 백정기라는 독립운동가이다.

## 한반도에서의 좌파
한반도의 좌파세력은 1910년대 말 상하이에서 고려공산당으로 처음 등장했으며 일제강점기인 1920년대부터 조선공산당 결성 등으로 활동했다. 1945년 해방 직후 한반도 공산주의 운동은 북한보다 남한에서 활발했으나, 유상 몰수, 유상 분배 성격의 토지개혁으로 일부 소작인이 토지를 소유하는 혜택을 받게 되었고, 남조선로동당 및 조선공산당의 주요 당원이 검거되면서 남한의 좌파는 쇠퇴하였다.
한편 북한에서는 당시 주석인 김일성의 권력강화를 위해 권위주의 체제에 반감을 느낀 본질적인 의미의 좌파를 숙청하였고, 사상적으론 주체사상이란 변종이 탄생하여 이데올로기를 구성하였다. 사실 현재 조선민주주의인민공화국은 이념적으로 보면 딱히 주체사상적이지도 않은 그냥 적색파시즘 국가다.
1980년대 이후, 사회주의나 좌파 민족주의를 비롯한 좌익 사상들이 다시 대두되었으나, 주류 정치세력으로 성장하지는 못했다. 이때 대한민국의 좌익 세력은 민중 민주(PD, 평등파) 계열과 민족 해방(NL, 주사파, 주체사상파) 계열, 기타로 크게 나뉘었다.
NL세력은 이후 사노맹사건, 민주주의민족통일전국연합, 민주노동당을 거쳐 통합진보당을 창당하는데 주력하게 된다. PD세력은 사회당 또는 국민참여당 이후 진보신당을 거쳐 민주통합당을 창당하거나 일부 NL세력과 함께 통합진보당을 창당하게 되며, 이후 NL세력에 염증을 느껴 탈당한 통진당 탈당파 인원들은 진보신당 탈당파와 함께 정의당을 창당하게 된다. 또한 진보신당 당권파는 노동당을 창당하게 된다. 이후 민주통합당은 다른 세력들과 이합집산을 거듭한 끝에 더불어민주당이 되고, 통합진보당은 통합진보당 해산심판사건으로 와해되었으나 다시 결집하여 민중당을 창당하였으며, 남은 NL세력은 민중연합당을 창당하게 된다.

## 좌익 사상
- 사회주의
- 사회민주주의
- 민주사회주의
- 21세기 사회주의
- 유럽 공산주의
- 평등주의
- 좌익 내셔널리즘
- 볼리바르주의
- 모택동주의
- 나세르주의
- 아랍사회주의
- 호치민사상
- 선군정치
- 페미니즘
- 덩샤오핑 이론
- 티토주의
- 카스트로주의
- 정강주의
- 녹색 정치
- 생태주의
- 생태사회주의
- 여성주의
- 자유주의적 여성주의
- 급진적 여성주의
- 진보적 민주주의
- 계몽주의
- 혁명주의
- 혁명적 사회주의
- 마르크스 레닌주의
- 스탈린주의
- 이슬람 사회주의
- 풀뿌리 민주주의
- 중국 특색 사회주의
- 차베스주의
- 신마르크스주의
- 수정주의
- 아나키즘
- 마르크스주의
- 레닌주의
- 반제국주의
- 좌파 사회주의
- 진보주의
- 좌익 민족주의
- 사회개량주의
- 사회적 아나키즘
- 아나코-집산주의
- 아나코-조합주의
- 아나코-공산주의
- 반란적 아나키즘
- 아나코-코뮤니즘
- 자유지상주의적 사회주의

## 같이 보기
- 우익
  - 자유주의
  - 보수주의
  - 공화주의
- 좌익과 우익
- 반공주의
- 자유주의
- 반스탈린주의 좌파
- 반레닌주의 - 자유지상주의적 사회주의, 좌파공산주의, 민주사회주의 등과 연관이 있다.
- 캐비어 좌파(영어판) - '강남좌파'의 원조용어